# クィントゥス・ファビウス・マクシムス・アッロブロギクス
クィントゥス・ファビウス・マクシムス・アッロブロギクス（ラテン語: Quintus Fabius Maximus Allobrogicus、生没年不詳）はパトリキ（貴族）出身の共和政ローマの政治家・軍人。紀元前121年に執政官（コンスル）を務めた。アッロブロギクスのアグノーメン（第四名、添え名）はアッロブログ族（enに勝利したことに由来する。

## 一族
アッロブロギクスの父は紀元前145年の執政官クィントゥス・ファビウス・マクシムス・アエミリアヌスである。アエミリアヌスの実父はルキウス・アエミリウス・パウルス・マケドニクスであるが、養子となってファビウス・マクシムス家の一員となっている。
アッロブロギクスには、同名の息子がおりその悪行で有名であった。孫は紀元前45年の補充執政官であるクィントゥス・ファビウス・マクシムスである。
- ルキウス・アエミリウス・パウルス・マケドニクス、祖父
  - スキピオ・アエミリアヌス (小スキピオ)、叔父。大スキピオの子の養子に入る
  - クィントゥス・ファビウス・マクシムス・アエミリアヌス、父。ファビウス・マクシムス家の養子に入る
    - アッロブロギクス
      - クィントゥス・ファビウス・マクシムス、子
        - クィントゥス・ファビウス・マクシムス、孫

## 経歴

### クァエストルシップ
アッロブロギクスが歴史に登場するのは、紀元前134年の財務官（クァエストル）選挙の際であり、叔父のスキピオ・アエミリアヌス（マケドニクスの実子）の推薦を受け、当選している。財務官に就任後にはスキピオと共にヒスパニア・キテリオル（近ヒスパニア）に出征し、第二次ケルティベリア戦争を戦った。このときにアッロブロギクスは4,000の志願兵を率いている。

### プラエトルシップ
紀元前123年に、前法務官（プロプラエトル）としてヒスパニアに赴任していることから、紀元前124年以前に法務官（プラエトル）に就任していたはずである。赴任中に、ヒスパニアの都市に穀物の提供を強要したとしてガイウス・グラックスに訴えられ、元老院から問責されている。

### コンスルシップ
紀元前121年に、ルキウス・オピミウスと共に執政官に就任。執政官としてガリア・トランサルピナ（アルプスの北側のガリア、現在のオーヴェルニュとローヌ＝アルプ地域）に、前執政官（プロコンスル）のグナエウス・ドミティウス・アヘノバルブスと共に出征し、ガリア人の一部族であるアッロブログ族（en）およびアルウェルニ族と戦った。翌紀元前120年、プロコンスルとしてここでの勝利により、凱旋式を実施するとともにアッロブロギクスのアグノーメンを得ている。凱旋式では、捕虜となったアルウェルニ族の王ビトゥイトゥス（en:Bituitus）が自身の銀の甲冑を着用して参加させられるなど、その壮大さで有名となった。また、その戦利品の売却益で、フォルム・ロマヌムのウィア・サクラ通りにファビウスのアーチ（Fornix Fabianus）を建設し、その上には彼自身の像を置いた。

### その他
紀元前113年にはクレタ島での都市間の問題を調停するために「クィントゥス・ファビウス」が大使として派遣されているが、これはアッロブロギクスまたはいとこの可能性もあるクィントゥス・ファビウス・マクシムス・エブルヌスであったと思われる。
アッロブロギクスは雄弁家であるとともに、文才があったことで知られている。紀元前129年に叔父のスキピオ・アメリアヌスが死去した際には、アッロブロギクスは故人を讃える演説を行い、また市民に対して宴会を提供している。

## 参考資料
- Broughton, T. Robert S., The Magistrates of the Roman Republic, Vol I (1952)
- Smith, William, Dictionary of Greek and Roman Biography and Mythology, Vol II (1867)
- Who's Who in Military History by John Keegan and Andrew Wheatcroft.